# ホワイト・ライオン
ホワイト・ライオン（White Lion）は、1983年にアメリカで結成したハードロック・バンド。ボーカルであるデンマーク出身のマイク・トランプと、アメリカ人ギタリストのヴィト・ブラッタによってニューヨークで結成された。

## 来歴
- 1983年、マイク・トランプ(Vo)、ヴィト・ブラッタ(G)、フェリックス・ロビンソン(B)、ニッキー・カポージ(Dr)らにより結成される。
- 1985年、フェリックスが脱退、後任にデイヴ・スピッツが加入。ニッキーも脱退し、同年9月に元アンスラックスのグレッグ・ダンジェロが加入する。
- 1986年、デイヴがブラック・サバスに加入するため脱退。ブルーノ・ラヴェルが加入するが、すぐに脱退。3月にジェイムズ・ロメンゾが加入し、メンバーが固定化する。
- 1987年、アトランティックレコードと契約し、6月に『プライド』をリリース。
- 1991年、ヨーロッパツアー後、方向性の違いにより、グレッグとジェイムズが脱退。ベースにトニー・T・ボーン・キャラドナ、ドラムにメガデスやアリス・クーパー・バンドに在籍したジミー・デグラッソが加入。

## 解散、再結成
1991年に解散する。解散と同時にギタリストのヴィト・ブラッタは音楽シーンから姿を消す。「ピザ店のオーナーに転身した」と言われているが、真相は不明である。1999年に再結成するが、マイク・トランプはヴィトに声を掛けたもののヴィトは断ったといわれている。その後2009年5月時点での、ホワイト・ライオンとしての活動は白紙状態となっていたものの、2023年春にボーカルのマイク・トランプがバンドを再結成し、2024年までヨーロッパとアメリカで公演を行うことを発表した。

## メンバー

### 現在のメンバー
- マイク・トランプ - リードボーカル、リズムギター(1983年–1991年、1999年–2009年、2023年–)
- マーカス・ナンド - リードギター(2023年–)
- クラウス・ランゲスコフ - ベース(2004年–2009年、2023年–)
- ケニー・アンディ - ドラムス(2023年–)

### 元メンバー
- ヴィト・ブラッタ - リードギター、バッキングボーカル(1983年–1991年)
- ニッキー・カポージ - ドラムス(1983年–1984年)
- フェリックス・ロビンソン - ベース(1983年–1984年)
- ジョー・ハッセルヴァンダー - ドラムス(1983年)
- デイヴ・スピッツ - ベース(1985年–1986年)
- ブルーノ・ラヴェル - ベース(1986年)
- ジェイムズ・ロメンゾ - ベース、バッキングボーカル(1986年–1991年)
- グレッグ・ダンジェロ - ドラムス(1985年–1991年)
- ジミー・デグラッソ - ドラムス(1991年)
- ダレル・コールバーン -
- トミー・T・ボーン・キャラドナ - ベース(1991年)
- カスパー・ダンガード - リードギター(1999年–2003年)
- ダン・ヘマー - キーボード(1999年–2003年)
- ニルス・クロイヤー - ベース(1999年–2003年)
- ブジャミ・Ｔ・ホルム - ドラムス(1999年–2003)
- トロイ・パトリック・ファレル - ドラムス(2004年–2009年)
- ジェイミー・ロウ - リードギター(2004年–2009年)
- ヘニング・ワーナー - キーボード(2004年–2009年)

## ディスコグラフィ

### スタジオ・アルバム
- 『華麗なる反逆』 - Fight to Survive (1985年、Atlantic)
- 『プライド』 - Pride (1987年、Atlantic)
- 『ビッグ・ゲーム』 - Big Game (1989年、Atlantic)
- 『メイン・アトラクション』 - Mane Attraction (1991年、Atlantic)
- 『リターン・オブ・ザ・プライド』 - Return of the Pride (2008年、Frontiers)

### ライブ・アルバム
- Rocking the USA (2005年、Frontiers Italy)

### コンピレーション・アルバム
- The Best of White Lion (1992年、Atlantic)
- Remembering White Lion (1999年、Cleopatra) ※新録音によるベスト盤
- Anthology 83-89 (2004年、Cleopatra)
- The Definitive Rock Collection (White Lion) (2007年、Atlantic)
- 『オール・ユー・ニード・イズ・ロックン・ロール～コンプリート・アルバムス1985-1991』 - All You Need Is Rock 'N' Roll: The Complete Albums 1985–1991 (2020年、HNE) ※ボックスセット

### シングル
| 年     | 曲名                            | 順位 | 順位   | 順位 | 順位 | 順位 | アルバム         |
| 年     | 曲名                            | USA  | USA MR | CAN  | SWE  | UK   | アルバム         |
| ------ | ------------------------------- | ---- | ------ | ---- | ---- | ---- | ---------------- |
| 1985年 | "Broken Heart"                  | –    | –      | –    | –    | –    | Fight to Survive |
| 1987年 | "Wait"                          | 8    | 18     | 48   | –    | 88   | Pride            |
| 1988年 | "Tell Me"                       | 58   | 25     | –    | –    | –    | Pride            |
| 1988年 | "When the Children Cry"         | 3    | 7      | 53   | 7    | 88   | Pride            |
| 1988年 | "All You Need is Rock 'N' Roll" | –    | –      | –    | –    | –    | Pride            |
| 1989年 | "Little Fighter"                | 52   | 12     | 65   | –    | –    | Big Game         |
| 1989年 | "Radar Love"                    | 59   | –      | –    | –    | –    | Big Game         |
| 1990年 | "Cry for Freedom"               | –    | –      | –    | –    | –    | Big Game         |
| 1991年 | "Lights and Thunder"            | –    | –      | –    | –    | 95   | Mane Attraction  |
| 1991年 | "Broken Heart" #2               | –    | –      | –    | –    | –    | Mane Attraction  |
| 1991年 | "Love Don't Come Easy"          | –    | 24     | –    | –    | –    | Mane Attraction  |